# Commonwealth Games 2010/Schwimmen
Bei den Commonwealth Games 2010 in Neu-Delhi wurden im Schwimmen 44 Wettbewerbe ausgetragen, je 19 für Männer und für Frauen; hinzu kamen je drei Wettbewerbe für Behindertensportler. Austragungsort war der SPM Swimming Pool Complex.
- GR = Commonwealth Games-Rekord
- WR = Weltrekord

## Männer

### 50m Freistil
| Platz | Land | Sportler        | Zeit         |
| ----- | ---- | --------------- | ------------ |
| 1     | CAN  | Brent Hayden    | 22,01 s (GR) |
| 2     | RSA  | Roland Schoeman | 22,14 s      |
| 3     | RSA  | Gideon Louw     | 22,22 s      |

Datum: 9. Oktober 2010, 16:00 Uhr

### 100m Freistil
| Platz | Land | Sportler       | Zeit         |
| ----- | ---- | -------------- | ------------ |
| 1     | CAN  | Brent Hayden   | 47,98 s (GR) |
| 2     | ENG  | Simon Burnett  | 48,54 s      |
| 3     | AUS  | Eamon Sullivan | 48,69 s      |

Datum: 7. Oktober 2010, 16:28 Uhr

### 200m Freistil
| Platz | Land | Sportler             | Zeit        |
| ----- | ---- | -------------------- | ----------- |
| 1     | SCO  | Robert Renwick       | 1:47,88 min |
| 2     | AUS  | Kenrick Monk         | 1:47,90 min |
| 3     | AUS  | Thomas Fraser-Holmes | 1:48,22 min |

Datum: 5. Oktober 2010, 17:04 Uhr

### 400m Freistil
| Platz | Land | Sportler      | Zeit        |
| ----- | ---- | ------------- | ----------- |
| 1     | CAN  | Ryan Cochrane | 3:48,48 min |
| 2     | AUS  | Ryan Napoleon | 3:48,59 min |
| 3     | SCO  | David Carry   | 3:50,06 min |

Datum: 4. Oktober 2010, 16:29 Uhr

### 1500m Freistil
| Platz | Land | Sportler       | Zeit         |
| ----- | ---- | -------------- | ------------ |
| 1     | CAN  | Ryan Cochrane  | 15:01,49 min |
| 2     | RSA  | Heerden Herman | 15:03,70 min |
| 3     | ENG  | Daniel Fogg    | 15:13,50 min |

Datum: 9. Oktober 2010, 17:05 Uhr

### 50m Rücken
| Platz | Land | Sportler        | Zeit         |
| ----- | ---- | --------------- | ------------ |
| 1     | ENG  | Liam Tancock    | 24,62 s (GR) |
| 2     | AUS  | Hayden Stoeckel | 25,08 s      |
| 3     | AUS  | Ashley Delaney  | 25,21 s      |

Datum: 5. Oktober 2010, 16:04 Uhr

### 100m Rücken
| Platz | Land | Sportler       | Zeit         |
| ----- | ---- | -------------- | ------------ |
| 1     | ENG  | Liam Tancock   | 53,59 s (GR) |
| 2     | NZL  | Daniel Bell    | 54,43 s      |
| 3     | AUS  | Ashley Delaney | 54,51 s      |

Datum: 8. Oktober 2010, 17:00 Uhr

### 200m Rücken
| Platz | Land | Sportler       | Zeit             |
| ----- | ---- | -------------- | ---------------- |
| 1     | ENG  | James Goddard  | 1:55,58 min (GR) |
| 2     | NZL  | Gareth Kean    | 1:57,37 min      |
| 3     | AUS  | Ashley Delaney | 1:58,18 min      |

Datum: 6. Oktober 2010, 16:00 Uhr

### 50m Brust
| Platz | Land | Sportler              | Zeit         |
| ----- | ---- | --------------------- | ------------ |
| 1     | RSA  | Cameron van der Burgh | 27,18 s (GR) |
| 2     | NZL  | Glenn Snyders         | 27,67 s      |
|       | AUS  | Brenton Rickard       | 27,67 s      |

Datum: 8. Oktober 2010, 16:09 Uhr

Wie auch bei den 100 m Schmetterling der Herren gab es auch über 50 m Brust eine doppelte Silbermedaille. Der Neuseeländer Glenn Snyders und der Australier Brenton Rickard schlugen gleichzeitig an. Cameron van der Burgh aus Südafrika sicherte sich das zweite Gold im Brustschwimm, nachdem er bereits über die Distanz von 100 m gewonnen hatte.

### 100m Brust
| Platz | Land | Sportler              | Zeit        |
| ----- | ---- | --------------------- | ----------- |
| 1     | RSA  | Cameron van der Burgh | 1:00,10 min |
| 2     | AUS  | Christian Sprenger    | 1:00,29 min |
| 3     | AUS  | Brenton Rickard       | 1:00,46 min |

Datum: 6. Oktober 2010, 17:22 Uhr

### 200m Brust
| Platz | Land | Sportler           | Zeit             |
| ----- | ---- | ------------------ | ---------------- |
| 1     | AUS  | Brenton Rickard    | 2:10,89 min (GR) |
| 2     | SCO  | Michael Jamieson   | 2:10,97 min      |
| 3     | AUS  | Christian Sprenger | 2:11,44 min      |

Datum: 9. Oktober 2010, 09:00 Uhr

### 50m Schmetterling
| Platz | Land | Sportler        | Zeit    |
| ----- | ---- | --------------- | ------- |
| 1     | KEN  | Jason Dunford   | 23,35 s |
| 2     | AUS  | Geoff Huegill   | 23,37 s |
| 3     | RSA  | Roland Schoeman | 23,44 s |

Datum: 6. Oktober 2010, 15:52 Uhr

### 100m Schmetterling
| Platz | Land | Sportler      | Zeit         |
| ----- | ---- | ------------- | ------------ |
| 1     | AUS  | Geoff Huegill | 51,69 s (GR) |
| 2     | PNG  | Ryan Pini     | 52,50 s      |
|       | ENG  | Antony James  | 52,50 s      |

Datum: 8. Oktober 2010, 16:00 Uhr

Ryan Pini und Antony James teilen sich die Silbermedaille, nachdem beide nach 52,50 Sekunden hinter dem Australier Geoffrey Huegill anschlugen.

### 200m Schmetterling
| Platz | Land | Sportler       | Zeit             |
| ----- | ---- | -------------- | ---------------- |
| 1     | RSA  | Chad Le Clos   | 1:56,48 min (GR) |
| 2     | ENG  | Michael Rock   | 1:57,15 min      |
| 3     | CAN  | Stefan Hirniak | 1:57,26 min      |

Datum: 4. Oktober 2010, 16:42 Uhr

### 200m Lagen
| Platz | Land | Sportler       | Zeit             |
| ----- | ---- | -------------- | ---------------- |
| 1     | ENG  | James Goddard  | 1:58,10 min (GR) |
| 2     | ENG  | Joseph Roebuck | 1:59,86 min      |
| 3     | AUS  | Leith Brodie   | 2:00,00 min      |

Datum: 8. Oktober 2010, 17:51 Uhr

### 400m Lagen
| Platz | Land | Sportler       | Zeit             |
| ----- | ---- | -------------- | ---------------- |
| 1     | RSA  | Chad Le Clos   | 4:13,25 min (GR) |
| 2     | ENG  | Joseph Roebuck | 4:15,84 min      |
| 3     | RSA  | Riaan Schoeman | 4:16,86 min      |

Datum: 7. Oktober 2010, 17:22 Uhr

### 4 × 100 m Freistil
| Platz | Land | Sportler                                                                         | Zeit             |
| ----- | ---- | -------------------------------------------------------------------------------- | ---------------- |
| 1     | AUS  | Kyle Richardson Eamon Sullivan Tommaso D’Orsogna James Magnussen Cameron Prosser | 3:13,92 min (GR) |
| 2     | ENG  | Adam Brown Simon Burnett Ross Davenport Grant Turner                             | 3:15,05 min      |
| 3     | RSA  | Gideon Louw Graeme Moore Roland Schoeman Darian Townsend                         | 3:15,21 min      |

Datum: 4. Oktober 2010, 17:10 Uhr

### 4 × 200 m Freistil
| Platz | Land | Sportler                                                                 | Zeit             |
| ----- | ---- | ------------------------------------------------------------------------ | ---------------- |
| 1     | AUS  | Thomas Fraser-Holmes Nick Ffrost Ryan Napoleon Kenrick Monk Leith Brodie | 7:10,29 min (GR) |
| 2     | SCO  | Andrew Hunter David Carry Jak Scott Robert Renwick                       | 7:14,02 min      |
| 3     | RSA  | Jean Basson Darian Townsend Jan Venter Chad Le Clos                      | 7:14,18 min      |

Datum: 6. Oktober 2010, 17:51 Uhr

### 4 × 100 m Lagen
| Platz | Land | Sportler                                                    | Zeit             |
| ----- | ---- | ----------------------------------------------------------- | ---------------- |
| 1     | AUS  | Ashley Delaney Brenton Rickard Geoff Huegill Eamon Sullivan | 3:33,15 min (GR) |
| 2     | RSA  | Charl Crous Cameron van der Burgh Chad Le Clos Gideon Louw  | 3:36,12 min      |
| 3     | ENG  | Liam Tancock Daniel Sliwinski Antony James Simon Burnett    | 3:36,31 min      |

Datum: 9. Oktober 2010, 17:22 Uhr

## Frauen

### 50m Freistil
| Platz | Land | Sportlerin        | Zeit    |
| ----- | ---- | ----------------- | ------- |
| 1     | AUS  | Yolane Kukla      | 24,86 s |
| 2     | ENG  | Francesca Halsall | 24,98 s |
| 3     | NZL  | Hayley Palmer     | 25,01 s |

Datum: 8. Oktober 2010, 16:05 Uhr

### 100m Freistil
| Platz | Land | Sportlerin        | Zeit    |
| ----- | ---- | ----------------- | ------- |
| 1     | AUS  | Alicia Coutts     | 54,09 s |
| 2     | AUS  | Emily Seebohm     | 54,30 s |
| 3     | ENG  | Francesca Halsall | 54,57 s |

Datum: 6. Oktober 2010, 16:06 Uhr

### 200m Freistil
| Platz | Land | Sportlerin        | Zeit        |
| ----- | ---- | ----------------- | ----------- |
| 1     | AUS  | Kylie Palmer      | 1:57,50 min |
| 2     | WAL  | Jazmin Carlin     | 1:58,29 min |
| 3     | ENG  | Rebecca Adlington | 1:58,47 min |

Datum: 4. Oktober 2010, 16:00 Uhr

### 400m Freistil
| Platz | Land | Sportlerin        | Zeit             |
| ----- | ---- | ----------------- | ---------------- |
| 1     | ENG  | Rebecca Adlington | 4:05,68 min (GR) |
| 2     | AUS  | Kylie Palmer      | 4:07,85 min      |
| 3     | WAL  | Jazmin Carlin     | 4:08,22 min      |

Datum: 8. Oktober 2010, 17:12 Uhr

### 800m Freistil
| Platz | Land | Sportlerin        | Zeit        |
| ----- | ---- | ----------------- | ----------- |
| 1     | ENG  | Rebecca Adlington | 8:24,69 min |
| 2     | RSA  | Wendy Trott       | 8:26,96 min |
| 3     | AUS  | Melissa Gorman    | 8:32,37 min |

Datum: 7. Oktober 2010, 17:36 Uhr

### 50m Rücken
| Platz | Land | Sportlerin      | Zeit         |
| ----- | ---- | --------------- | ------------ |
| 1     | AUS  | Sophie Edington | 28,00 s (GR) |
| 2     | ENG  | Gemma Spofforth | 28,03 s      |
| 3     | WAL  | Georgia Davies  | 28,33 s      |

Datum: 8. Oktober 2010, 17:40 Uhr

### 100m Rücken
| Platz | Land | Sportlerin      | Zeit        |
| ----- | ---- | --------------- | ----------- |
| 1     | AUS  | Emily Seebohm   | 59,79 s     |
| 2     | ENG  | Gemma Spofforth | 1:00,02 min |
| 3     | CAN  | Julia Wilkinson | 1:00,74 min |

Datum: 6. Oktober 2010, 17:10 Uhr

### 200m Rücken
| Platz | Land | Sportlerin         | Zeit             |
| ----- | ---- | ------------------ | ---------------- |
| 1     | AUS  | Meagen Nay         | 2:07,56 min (GR) |
| 2     | ENG  | Elizabeth Simmonds | 2:07,90 min      |
| 3     | AUS  | Emily Seebohm      | 2:08,28 min      |

Datum: 8. Oktober 2010, 16:20 Uhr

### 50m Brust
| Platz | Land | Sportlerin      | Zeit    |
| ----- | ---- | --------------- | ------- |
| 1     | AUS  | Leiston Pickett | 30,84 s |
| 2     | AUS  | Leisel Jones    | 31,10 s |
| 3     | ENG  | Kate Haywood    | 31,17 s |

Datum: 5. Oktober 2010, 16:08 Uhr

### 100m Brust
| Platz | Land | Sportlerin        | Zeit        |
| ----- | ---- | ----------------- | ----------- |
| 1     | AUS  | Leisel Jones      | 1:05,84 min |
| 2     | AUS  | Samantha Marshall | 1:07,97 min |
| 3     | ENG  | Kate Haywood      | 1:08,29 min |

Datum: 8. Oktober 2010, 16:48 Uhr

### 200m Brust
| Platz | Land | Sportlerin      | Zeit        |
| ----- | ---- | --------------- | ----------- |
| 1     | AUS  | Leisel Jones    | 2:25,38 min |
| 2     | AUS  | Tessa Wallace   | 2:25,60 min |
| 3     | AUS  | Sarah Katsoulis | 2:25,92 min |

Datum: 6. Oktober 2010, 16:46 Uhr

### 50m Schmetterling
| Platz | Land | Sportlerin        | Zeit    |
| ----- | ---- | ----------------- | ------- |
| 1     | ENG  | Francesca Halsall | 26,24 s |
| 2     | AUS  | Marieke Guehrer   | 26,27 s |
| 3     | AUS  | Emily Seebohm     | 26,29 s |

Datum: 5. Oktober 2010, 16:00 Uhr

### 100m Schmetterling
| Platz | Land | Sportlerin    | Zeit    |
| ----- | ---- | ------------- | ------- |
| 1     | AUS  | Alicia Coutts | 57,53 s |
| 2     | ENG  | Ellen Gandy   | 58,06 s |
| 3     | WAL  | Jemma Lowe    | 58,42 s |

Datum: 7. Oktober 2010, 16:00 Uhr

### 200m Schmetterling
| Platz | Land | Sportlerin        | Zeit        |
| ----- | ---- | ----------------- | ----------- |
| 1     | AUS  | Jessicah Schipper | 2:07,04 min |
| 2     | CAN  | Audrey Lacroix    | 2:07,31 min |
| 3     | ENG  | Ellen Gandy       | 2:07,75 min |

Datum: 9. Oktober 2010, 09:00 Uhr

### 200m Lagen
| Platz | Land | Sportlerin      | Zeit             |
| ----- | ---- | --------------- | ---------------- |
| 1     | AUS  | Alicia Coutts   | 2:09,70 min (GR) |
| 2     | AUS  | Emily Seebohm   | 2:10,83 min      |
| 3     | CAN  | Julia Wilkinson | 2:12,09 min      |

Datum: 4. Oktober 2010, 16:36 Uhr

### 400m Lagen
| Platz | Land | Sportlerin      | Zeit             |
| ----- | ---- | --------------- | ---------------- |
| 1     | SCO  | Hannah Miley    | 4:38,83 min (GR) |
| 2     | AUS  | Samantha Hamill | 4:39,45 min      |
| 3     | ENG  | Keri-Ann Payne  | 4:41,07 min      |

Datum: 9. Oktober 2010, 09:00 Uhr

### 4 × 100 m Freistil
| Platz | Land | Sportlerinnen                                               | Zeit             |
| ----- | ---- | ----------------------------------------------------------- | ---------------- |
| 1     | AUS  | Alicia Coutts Marieke Guehrer Felicity Galvez Emily Seebohm | 3:36,36 min (GR) |
| 2     | ENG  | Amy Smith Francesca Halsall Emma Saunders Jessica Sylvester | 3:40,03 min      |
| 3     | NZL  | Hayley Palmer Penelope Marshall Amaka Gessler Natasha Hind  | 3:42,12 min      |

Datum: 8. Oktober 2010, 18:04 Uhr

### 4 × 200 m Freistil
| Platz | Land | Sportlerinnen                                                 | Zeit             |
| ----- | ---- | ------------------------------------------------------------- | ---------------- |
| 1     | AUS  | Kylie Palmer Blair Evans Bronte Barratt Meagen Nay            | 7:53,71 min (GR) |
| 2     | NZL  | Lauren Boyle Penelope Marshall Amaka Gessler Natasha Hind     | 7:57,46 min      |
| 3     | ENG  | Joanne Jackson Rebecca Adlington Emma Saunders Sasha Matthews | 7:58,61 min      |

Datum: 6. Oktober 2010, 17:34 Uhr

### 4 × 100 m Lagen
| Platz | Land | Sportlerinnen                                               | Zeit        |
| ----- | ---- | ----------------------------------------------------------- | ----------- |
| 1     | AUS  | Emily Seebohm Leisel Jones Jessicah Schipper Alicia Coutts  | 3:56,99 min |
| 2     | ENG  | Gemma Spofforth Kate Haywood Ellen Gandy Francesca Halsall  | 4:00,09 min |
| 3     | CAN  | Julia Wilkinson Annamay Pierse Audrey Lacroix Victoria Poon | 4:03,96 min |

Datum: 9. Oktober 2010, 16:36 Uhr

## Behindertensportler

### 50m Freistil S9 Männer
| Platz | Land | Sportler         | Zeit         |
| ----- | ---- | ---------------- | ------------ |
| 1     | AUS  | Matthew Cowdrey  | 25,33 s (WR) |
| 2     | ENG  | Simon Miller     | 26,70 s      |
| 3     | IND  | Prasanta Karmaka | 27,48 s      |

### 100m Freistil S8 Männer
| Platz | Land | Sportler        | Zeit        |
| ----- | ---- | --------------- | ----------- |
| 1     | AUS  | Benjamin Austin | 1:00,44 min |
| 2     | SCO  | Sean Frasier    | 1:00,77 min |
| 3     | AUS  | Blake Cochrane  | 1:00,95 min |

### 100m Freistil S10 Männer
| Platz | Land | Sportler           | Zeit         |
| ----- | ---- | ------------------ | ------------ |
| 1     | CAN  | Benoît Huot        | 53,70 s (GR) |
| 2     | AUS  | Andrew Pasterfield | 55,04 s      |
| 3     | ENG  | Robert Welbourn    | 55,10 s      |

### 50m Freistil S9 Frauen
| Platz | Land | Sportlerin         | Zeit         |
| ----- | ---- | ------------------ | ------------ |
| 1     | RSA  | Natalie du Toit    | 29,17 s (GR) |
| 2     | AUS  | Annabelle Williams | 29,42 s      |
| 3     | ENG  | Stephanie Millward | 29,69 s      |

### 100m Freistil S9 Frauen
| Platz | Land | Sportlerin         | Zeit             |
| ----- | ---- | ------------------ | ---------------- |
| 1     | RSA  | Natalie du Toit    | 1:02,36 min (GR) |
| 2     | ENG  | Stephanie Millward | 1:03,69 min      |
| 3     | AUS  | Ellie Cole         | 1:05,20 min      |

### 100m Schmetterling S9 Frauen
| Platz | Land | Sportlerin         | Zeit        |
| ----- | ---- | ------------------ | ----------- |
| 1     | RSA  | Natalie du Toit    | 1:07,32 min |
| 2     | ENG  | Stephanie Millward | 1:13,11 min |
| 3     | AUS  | Ellie Cole         | 1:14,04 min |

## Medaillenspiegel
| Platz | Land            | Gold | Silber | Bronze | Gesamt |
| ----- | --------------- | ---- | ------ | ------ | ------ |
| 1     | Australien      | 22   | 16     | 15     | 53     |
| 2     | England         | 7    | 16     | 11     | 34     |
| 3     | Südafrika       | 7    | 4      | 5      | 16     |
| 4     | Kanada          | 5    | 1      | 4      | 10     |
| 5     | Schottland      | 2    | 3      | 1      | 6      |
| 6     | Kenia           | 1    | -      | -      | 1      |
| 7     | Neuseeland      | -    | 4      | 2      | 6      |
| 8     | Wales           | -    | 1      | 3      | 4      |
| 9     | Papua-Neuguinea | -    | 1      | -      | 1      |
| 10    | Indien          | -    | -      | 1      | 1      |